# Переулок Плеханова (Томск)
Переу́лок Плеха́нова в Томске пролегает от проспекта Ленина на западе до Красноармейской улицы на востоке, где переходит в улицу Лебедева.

## История
Первоначальное название — Монастырский — получил из-за близости Богородице-Алексеевского монастыря, и жизнь центральной части переулка определялась соседством с монастырём и Томской семинарией, а также проходом к Бочановской (ныне Алтайской) улице, в те годы увешанной красными фонарями над входами в многочисленные публичные дома.
Современное название получил 14 мая 1920 года.

## Достопримечательности
- На углу с Почтамтской улицей (ныне — проспект Ленина) находился дом тестя «томского герцога» Ф. Горохова — А. Филимонова.[3]
- В конце XIX века в переулке также на углу с Почтамтской улицей были построены два здания для А. С. Соболевой — двухэтажный с магазином «Любая вещь» на первом этаже (дом 1, в 1970-х—2010-х годах — магазин «Подарки») памятник архитектуры (региональный) № 7020021000 и трёхэтажный доходный дом (дом 1а)  памятник архитектуры (вновь выявленный объект) № 7030551000[2]. Бывший доходный дом А. Соболевой.

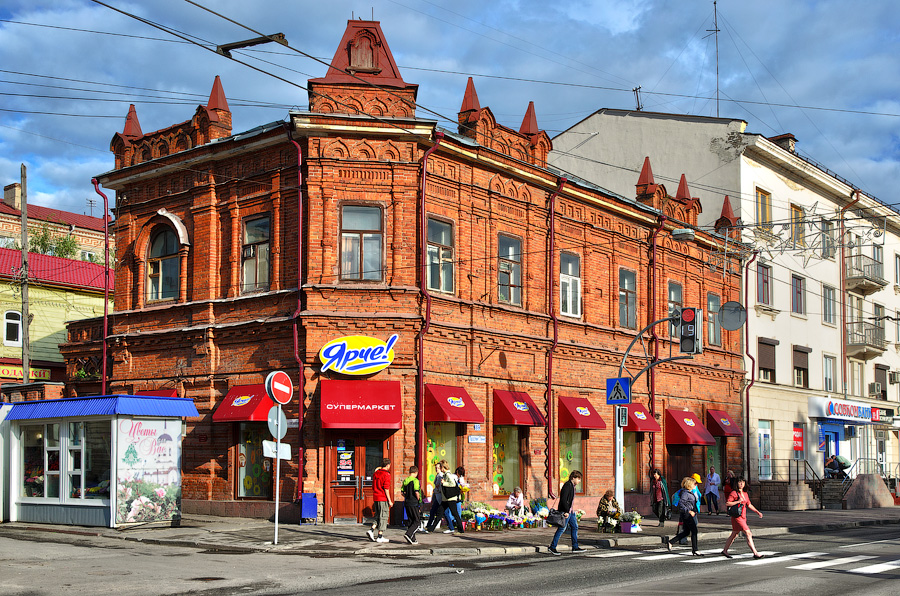
Бывший доходный дом А. Соболевой.

- Ранее достопримечательностью переулка являлся деревянный особняк И. В. Альперовича (дом 5а)  памятник архитектуры (региональный) 7000199000, который сгорел при пожаре в 1991 году. Та же участь постигла и соседний с ним дом 7. На месте этих двух домов выстроен кирпичный «Дом путешественника», стилизованный под архитектурный стиль начала XX века[2].
- Ещё одной достопримечательностью переулка являются бывшие бани Громова, построенные в 1911—1916 годах по инициативе потомственного почётного гражданина Томска Александра Флегонтовича Громова (строительство было окончено его вдовой — Елизаветой Павловной) по проекту архитектора А. И. Лангера, имевшие репутацию лучших в городе. Бывшие бани Громовых.

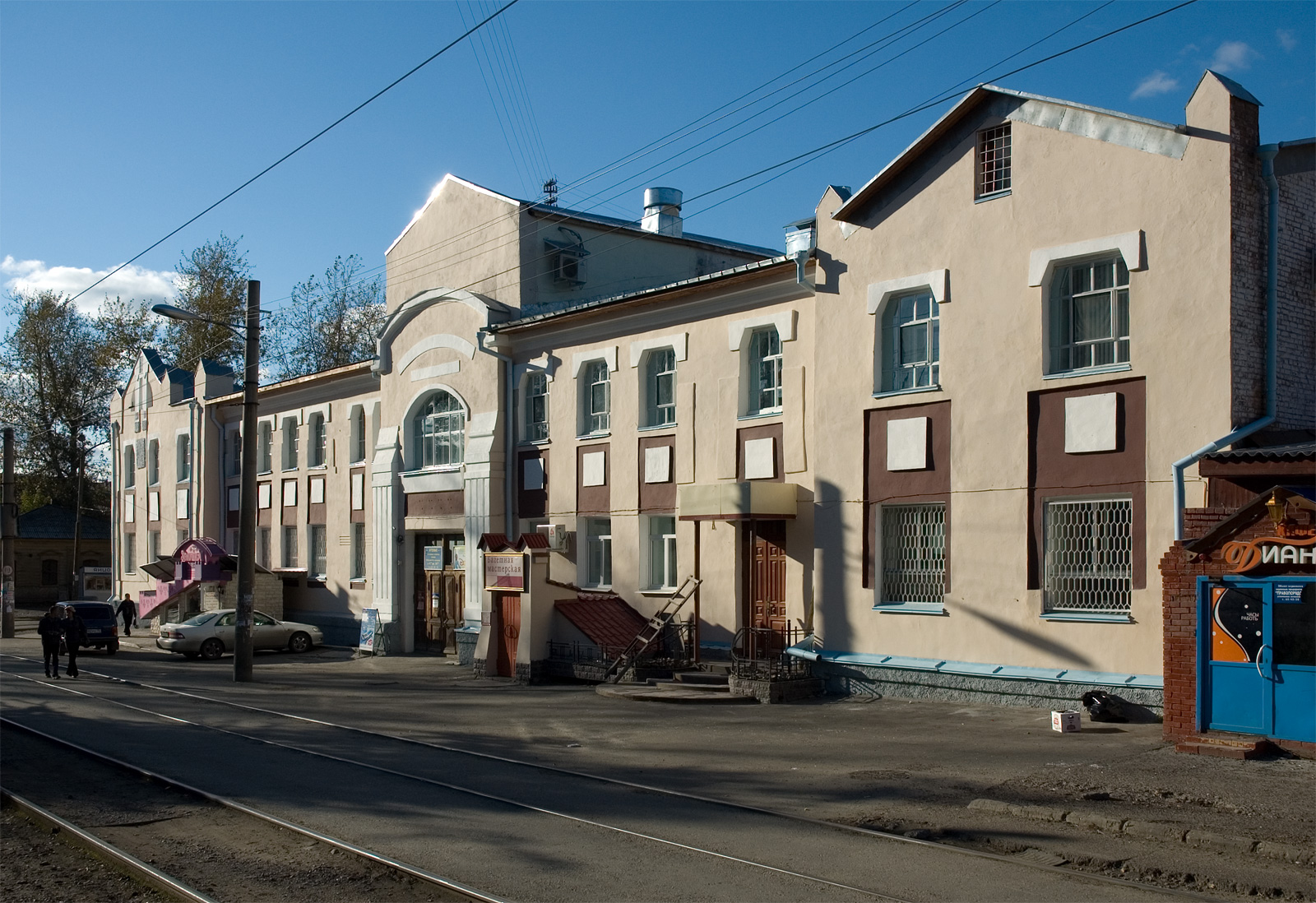
Бывшие бани Громовых.
Советская улица, дом 22 / переулок Плеханова, 10.

Советская улица, дом 22 / переулок Плеханова, 10. В феврале 1917 года заведение приостановило свою деятельность, но вскоре возобновило её под названием «Европейские бани», а после национализации советской властью стало именоваться коммунальной баней № 1 и просуществовало в этом качестве до перестроечных времен. И, несмотря на то, что семья Громовых владела заведением совсем недолгий срок, в обиходной речи оно весь период существования именовалось «Громовской баней»[2]. После закрытия бани это здание занимает офисный центр. памятник архитектуры (региональный) № 7030605000
- В 1950-е годы на углу с улицей Гагарина был построен жилой 130-квартирный дом (улица Гагарина, дом 31). На доме установлена мемориальная доска известному учёному-гляциологу М. В. Тронову (1892—1978), жившему здесь с 1959 по 1978 год[2].
- В декабре 1961 года сдана в эксплуатацию гостиница «Сибирь» (дом 2), ставшая первым гостиничным заведением, построенным в Томске в советское время. Начало строительству гостиницы положил приказ Министерства коммунального хозяйства СССР от января 1956 года[2].

- дом 5 —  памятник архитектуры (региональный) № 7030552000

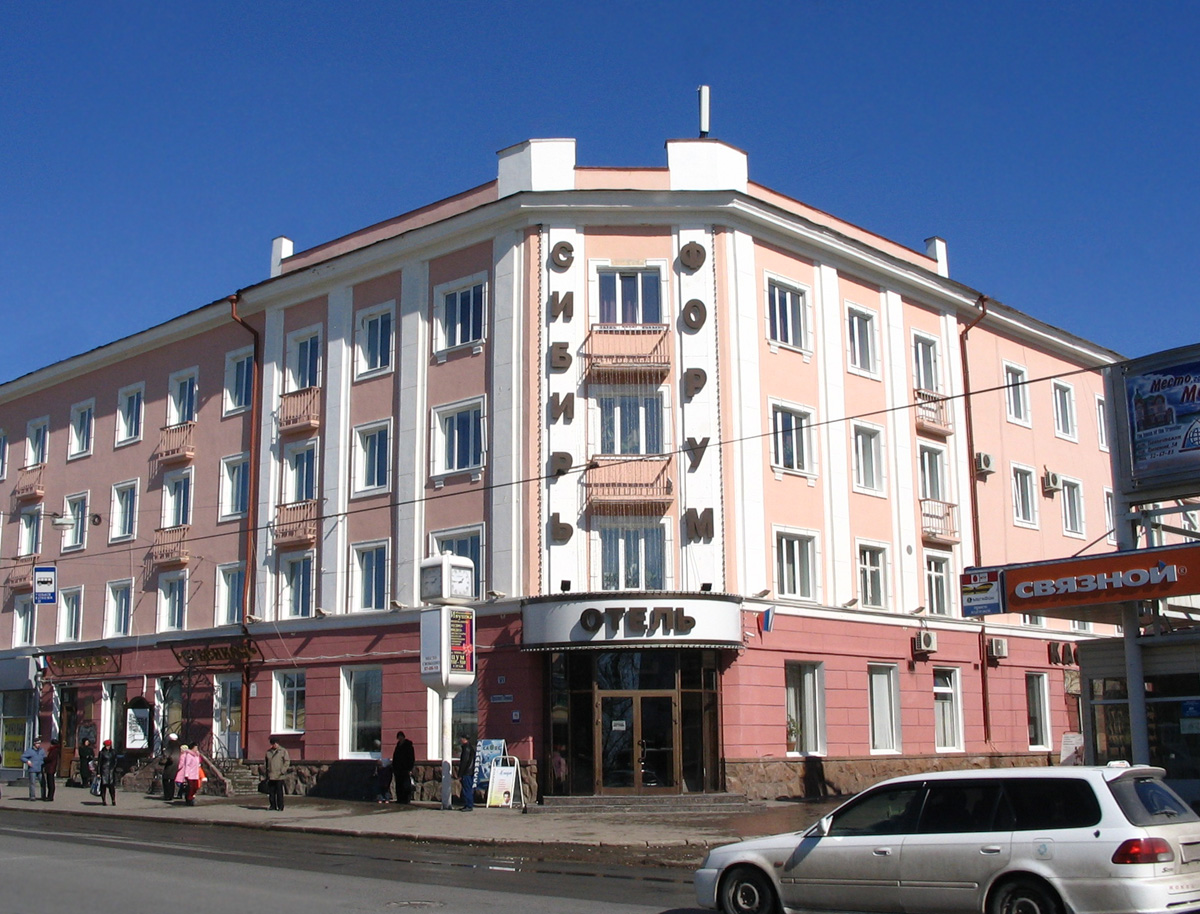
Гостиница «Сибирь».

- Представляют определённый интерес и построенные в конце XIX—начале XX веков деревянные дома под номерами: 9, 16, 22, 26, 30, 32, 34[2].